# Józef Czura
Józef Andrzej Czura, OFM (ur. 31 stycznia 1953 w Katowicach) – polski franciszkanin, były minister prowincjalny Prowincji Wniebowzięcia NMP Zakonu Braci Mniejszych w Katowicach.
Józef Czura do zakonu franciszkańskiego wstąpił w 1972. Po odbyciu rocznego nowicjatu złożył w 1973 pierwszą profesję zakonną. Następnie studiował filozofię i teologię w Wyższym Seminarium Duchownym Braci Mniejszych w Katowicach. Po przyjęciu święceń kapłańskich w 1979 pracował m.in. w Pakości i Bensheim w Niemczech. W latach 1989–1998 był przełożonym klasztoru franciszkanów w Bensheim. W latach 1996–1998 należał do definitorium prowincji. Podczas kapituły prowincjalnej w 1998 o. Józef Czura wybrany został prowincjałem swojej macierzystej prowincji zakonnej.
W czasie pełnienia mandatu przez o. Czurę zreformowano funkcjonowanie domów formacyjnych. W czasie pełnienia urzędu przez o. Czurę Prowincjalne Duszpasterstwo Powołań przekształcone zostało we Franciszkańskie Centrum Młodzieżowo-Powołaniowe Trzej Towarzysze z nową siedzibą w Chorzowie Klimzowcu. Podjęto też konieczne prace związane z procesem beatyfikacyjnym o. Euzebiusza Huchrackiego. W klasztorze panewnickim otworzono 30 października 2003 odnowione prowincjalne muzeum misyjne.
Po wyborze kolejnego prowincjała, którym został w 2004 o. Ezdrasz Biesok, o. Czura mianowany został mistrzem nowicjatu w Miejskiej Górce. O. Czura włada biegle językiem niemieckim.